# Карл Калабрийский
Карл Калабрийский (итал. Carlo, Duca di Calabria; 28 мая 1298 — 9 ноября 1328) — старший сын короля Неаполя Роберта Анжуйского, был его наследником, но скончался прежде отца, и престол Неаполя унаследовала его дочь Джованна I Неаполитанская.

## Семья
В 1316 году Карл женился на Екатерине Австрийской (1295—1323). Брак был бездетным.
В 1323 году он женился во второй раз, на Марии Валуа (1309—1332). У супругов было пятеро детей, но лишь две младшие дочери достигли совершеннолетия.
- Элоиза (январь/февраль 1325 — 27 декабря 1325)
- Мария (апреля 1326 — 1328)
- Карл Мартель (13 апреля 1327 — 21 апреля 1327)
- Джованна (март 1328 — 22 мая 1382), королева Неаполя
- Мария (май 1329 — 20 мая 1366), графиня Альбы

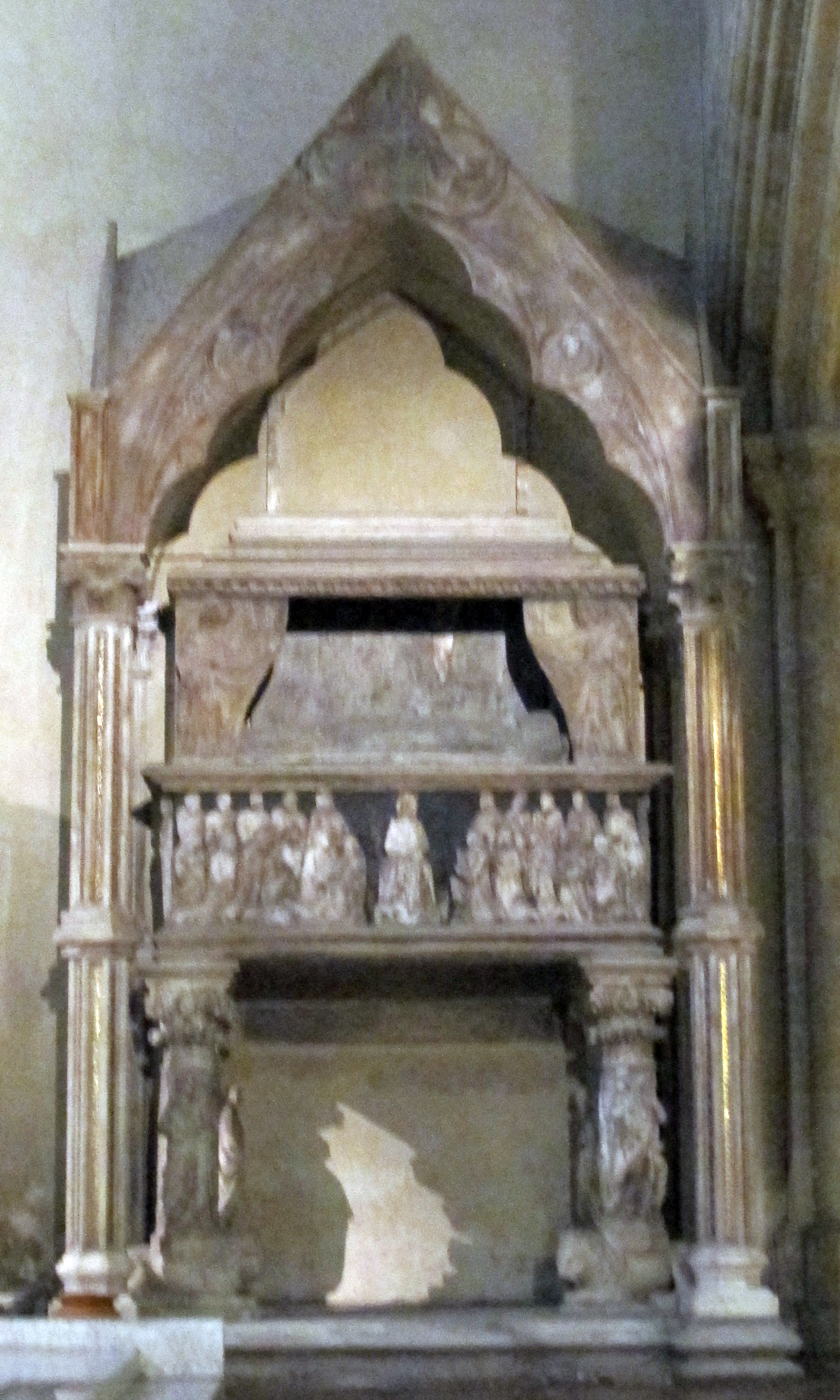
Надгробие Карла Калабрийского